# Emil Boc

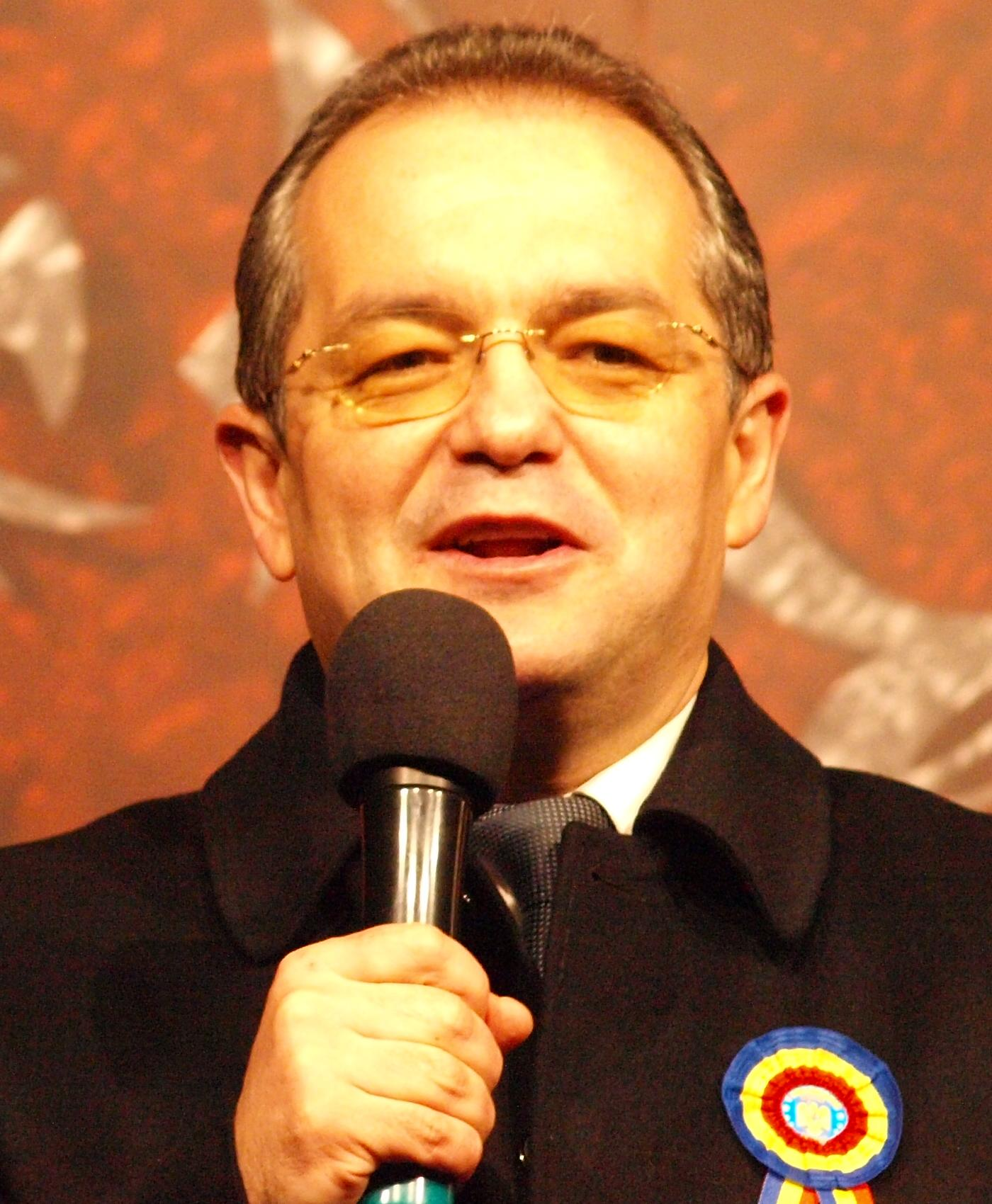
Emil Boc

Emil Boc, född 6 september 1966, är en rumänsk politiker och var landets premiärminister från den 22 december 2008 fram till den 6 februari 2012, då han avgick efter flera veckors intensiva folkprotester mot olika nedskärningsåtgärder. Han tillhör Partidul Democrat-Liberal (PD-L).